# Paco de Lucía interpreta a Manuel de Falla
Paco de Lucía interpreta a Manuel de Falla es el duodécimo álbum de estudio del guitarrista y compositor Paco de Lucía, publicado en 1978. El disco se compone de una selección y adaptación de piezas de Manuel de Falla.
Falla, pese a la influencia del cante jondo en su obra, compuso pocas obras para guitarra, por lo que De Lucía tuvo que adaptar diversas obras instrumentales del compositor para incluirlas en el disco. Las tres danzas del ballet El sombrero de tres picos (1911) fueron compuestos originalmente para orquesta. Adoptan la forma de seguidillas ("Danza de los vecinos") y farrucas (los bailes del molinero y su esposa). El amor brujo se escribió para presentar a un bailaor de flamenco junto a actores y músicos. Se pensó, en su origen, para una pequeña banda y un cantante, una parte vocal destinada a una cantaora.

## Contenido del disco
1. "Danza de los vecinos" de El sombrero de tres picos – 3:09
2. "Danza ritual del fuego" (de El amor brujo) – 4:24
3. "Introducción y pantomima" (de El amor brujo) – 2:59
4. "El paño moruno" (de Siete canciones populares) – 1:27
5. "Danza del molinero" (de El sombrero de tres picos) – 3:04
6. "Danza" (de La vida breve) – 3:24
7. "Escena" (de El amor brujo) – 1:25
8. "Canción del fuego fatuo" (de El amor brujo) – 4:05
9. "Danza del terror" (de El amor brujo) – 1:48
10. "Danza de la molinera" (de El sombrero de tres picos) – 4:01

## Músicos
- Paco de Lucía - Toque
- Ramón de Algeciras - Toque
- Pepe de Lucía - voces
- Álvaro Yébenes - Bajo
- Rubem Dantas - Percusión
- Jorge Pardo - Flauta
- Pedro Ruy-Blas - Batería